# Synagoga Pavée
Synagoga Pavée (francouzsky Synagogue de la rue Pavée, též nazývaná synagoga Agoudas Hakehilot) je ortodoxní synagoga ve 4. obvodu v Paříži v historické čtvrti Marais v ulici Rue Pavée č. 10, po které nese své hlavní jméno. Synagoga není součástí Centrální konzistoře. Byla postavena v secesním slohu v roce 1913 a oficiálně otevřena o rok později.

## Historie
V roce 1911 se spojilo devět židovských obcí ruských a polských imigrantů, z nichž každá měla svou vlastní modlitebnu, a vytvořilo sdružení Agoudas Hakehilot, aby společně vybudovaly synagogu. Sdružení získalo pozemek v ulici Rue Pavée, který byl sice jen 30 metrů dlouhý a 12 m široký, avšak ležel přímo uprostřed čtvrti Marais, ve které žilo od 19. století mnoho židovských přistěhovalců z východní Evropy. Stavba byla plně hrazena ze soukromých zdrojů. V dubnu 1913 byl položen základní kámen a již v říjnu téhož roku byla synagoga používána, ačkoli oficiální inaugurace se konala až 7. června 1914.
Před svátkem Jom kipur v roce 1941 byla budova poškozena výbuchem stejně jako šest dalších pařížských synagog. Po druhé světové válce byla obnovena.
Dne 4. července 1989 byla synagoga jakožto jediná stavba tohoto druhu postavená v secesním slohu zanesena do seznamu historických památek. Předmětem ochrany není jen budova samotná, ale i veškeré vnitřní secesní vybavení.
Synagoga dodnes slouží svému účelu. Pro běžné návštěvníky není přístupná, otevírá se pouze při zvláštních příležitostech, jako jsou např. Dny evropského dědictví.

## Architektura
Stavbu navrhl architekt Hector Guimard. Konstrukce je kamenná a železobetonová. Zvlněná fasáda je rozdělena do tří částí a je zvýrazněna úzkými dvojitými okny a úzkými pilastry, které jsou zakončeny květinovými motivy. Pod zaoblenou střešní římskou jsou desky s desaterem. Nad vchodem je Davidova hvězda, která zde ovšem byla umístěna až při renovaci po druhé světové válce.
Za trojdílným portálem se nachází vestibul, odkud vedou boční schody na ženskou galerii. Hlavní loď je úzká a neobvykle vysoká. Je osvětlena oknem ve stropě a velkým oknem v čelní zdi na schránou na Tóru.
Uprostřed lodi se nachází bima, která je obklopena čtyřmi secesními svícny. Vnitřní vybavení synagogy (nábytek, štuková výzdoba, svítidla, lavice, zábradlí) s výjimkou chanukového svícnu je rovněž návrhem Hectora Guimarda. Lavice mají stejné zvlněné prohnutí jako fasáda a jsou zdobeny trojúhelníkovým motivem.